# Бразертоны
Бразертоны (англ. Brotherton), известные также как индейцы Бразертона (англ. Brotherton Indians) или индейцы Бразертауна (англ. Brothertown Indians) — племя коренных американцев, образовавшееся в конце XVIII века из общин молящихся индейцев юга Новой Англии и острова Лонг-Айленд.

## История

### Образование племени
Бразертоны образовались из представителей  различных алгонкинских племён, принявших христианство. Среди них были мохеганы, пекоты, наррагансетты, ниантики, нипмуки, шиннекоки, тунксисы и монтокетты. Объединённое племя возглавили три лидера: Самсон Окком (мохеган), известный пресвитерианский священник индейцев Новой Англии; его зять Джозеф Джонсон (мохеган), который был посланником генерала Джорджа Вашингтона во время войны за независимость США; и шурин Оккома, Дэвид Фаулер (пекот/монтокетт).
Напряжённые отношения между коренными американцами и белыми поселенцами заставили Самсона Оккома критически пересмотреть места проживания индейцев в прибрежной части Новой Англии. Он пришёл к мысли, что если его соплеменники останутся на прежнем месте рядом с белыми, то их ничего не ждёт, кроме нищеты и алкоголизма. В 1780-х годах молящиеся индейцы начали мигрировать на земли, предоставленные им племенем онайда в своей резервации, где они официально оформили свой новый статус в 1785 году. В 1791 году их насчитывалось 250 человек. Стремясь защитить бразертонов от потери земель, правительство штата Нью-Йорк назначило уполномоченных для консультирования племени и приняло законы, запрещающие продажу и аренду индейских территорий евроамериканским поселенцам. Позднее, из-за этих территориальных конфликтов, власти штата разделили земли бразертонов, позволив индейцам остаться на одной части, площадью 38 км², а другую часть продать белым поселенцам. В начале XIX века земельные проблемы в Нью-Йорке продолжились, поскольку правительство штата начало приобретать ещё большие участки земли в резервации онайда, на территории которой находилось поселение Бразертон.

### Переезд в Висконсин

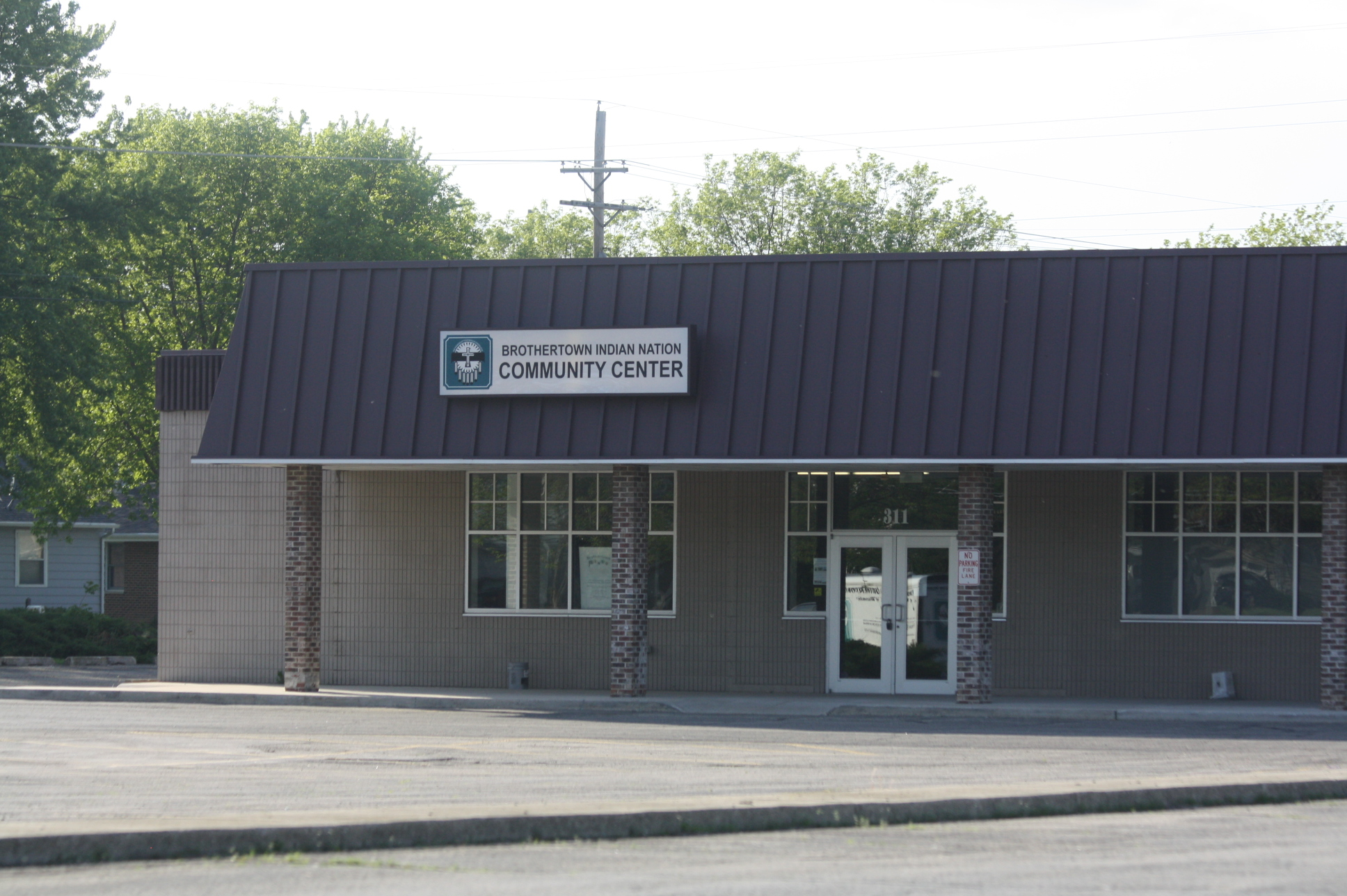
Общественный центр племени в городе Фон-дю-Лак

В 1818 году была предпринята первая неудачная попытка переселить бразертонов на территорию современного округа Делавэр в Индиане. В 1821 году некоторые племена штата Нью-Йорк подписали договор с федеральным правительством и приобрели 3500 км² на территории современного штата Висконсин. В 1822 году другая индейская делегация приобрела дополнительные 27 200 км², которые занимали почти весь западный берег озера Мичиган. Бразертоны должны были получить около 620 км² вдоль юго-восточной стороны реки Фокс. Договор обсуждался в течение восьми лет, но так и не был ратифицирован Сенатом Соединённых Штатов.
Федеральное правительство США выступило посредником в урегулировании, в результате чего, было заключено три договора, подписанных в 1831 и 1832 годах. Соглашение с бразертонами состояло в обмене ранее согласованных земель на территорию площадью 93 км², которая в настоящее время находится в округе Калумет вдоль восточного берега озера Уиннебейго.
Пять групп жителей Бразертона прибыли в Висконсин на кораблях в порт Грин-Бей между 1831 и 1836 годами, после путешествия через Великие озера. По прибытии индейцы расчистили свою общинную землю и начали заниматься сельским хозяйством, построив дома, церковь и мельницу. Они также основали поселение под названием Ийамквиттоовауконнак (англ. Eeyamquittoowauconnuck), которое позже переименовали в Бразертаун.

### Получение гражданства
Обнаружив, что земля резервации бразертонов плодородна, федеральное правительство вскоре предложило переселить их на юго-запад, на Индейскую территорию в современном штате Канзас, в соответствии с Законом о переселении индейцев.  Чтобы избежать повторного вынужденного переселения, в 1834 году племя обратилось с просьбой о предоставлении гражданства США и наделении членов племени землёй по индивидуальному праву собственности.
3 марта 1839 года Конгресс США принял закон о предоставлении индейцам Бразертауна гражданства США, что сделало их первыми коренными американцами, получившими его официально. Позднее бразертоны активно участвовали в политической жизни Висконсина — один из членов племени, Уильям Фаулер, служил в законодательной ассамблее Территории Висконсин; двое других, Алонзо Дик и Уильям Дик, служили в ассамблее штата, став первыми цветными гражданами, которые это сделали.
Племя не отказалось от своего суверенитета в обмен на гражданство. Бюро по делам индейцев неоднократно подтверждало, что гражданство и суверенитет США не являются взаимоисключающими. В настоящее время все коренные американцы являются гражданами США, при этом федеральное правительство признало около 574 племён.